# Valla (Dhaalu-atol)
Valla is een van de onbewoonde eilanden van het Dhaalu-atol behorende tot de Maldiven.